# Sami Uotila
Sami Juhani Uotila (ur. 2 listopada 1976 w Helsinkach) – fiński narciarz alpejski. Zajął 19. miejsce w gigancie na igrzyskach w Nagano w 1998 r. Zajął też 9. miejsce w gigancie na mistrzostwach świata w Vail w 1999 r. Najlepsze wyniki w Pucharze Świata osiągnął w sezonie 2001/2002, kiedy to zajął 32. miejsce w klasyfikacji generalnej.

## Sukcesy

### Puchar Świata

#### Miejsca w klasyfikacji generalnej
- 1997/1998 – 84.
- 1998/1999 – 87.
- 1999/2000 – 45.
- 2000/2001 – 47.
- 2001/2002 – 32.
- 2002/2003 – 77.
- 2003/2004 – 76.
- 2004/2005 – 114.

#### Miejsca na podium
1. Alta Badia – 16 grudnia 2001 (gigant) – 3. miejsce
2. Kranjska Gora – 4 stycznia 2003 (gigant) – 3. miejsce